# Fieseler Fi 97
Fieseler Fi 97 là mẫu máy bay đa dụng một động cơ, cabin 4 chỗ, do hãng Fieseler của Đức thiết kế và chế tạo.

## Thiết kế và phát triển
Sau thành công của mẫu máy bay huấn luyện/du lịch 2 chỗ Fieseler F5, hãng Fieseler được Bộ hàng không Đế chế Đức (RLM) khuyến khích phát triển một phiên bản 4 chỗ đặc biệt để tham gia vào giải vô địch máy bay lưu diễn vòng quanh châu Âu mang tên Challenge 1934.
Kết quả là mẫu máy bay Fi 97, do Kurt Arnolt thiết kế. Nó có cánh đặt thấp, có thiết kế đuôi thông thường. Thân máy bay có khung làm bằng thép. Cánh làm bằng gỗ và được phủ ngoài bằng vải và gỗ dán. Cánh có thể gập lại được khi cất giữ và vận chuyển bằng đường bộ. Máy bay có sức chứa 4 người gồm 1 phi công và 3 hành khách.
Có 5 mẫu Fi 97 được chế tạo. 3 chiếc lắp động cơ Hirth HM8U công suất 250 hp, 2 chiếc còn lại lắp động cơ Argus As 17A mã lực 225 hp. hai loại động cơ trên đều làm mát bằng không khí.
Máy bay Fi 97 có khả năng STOL và các khía cạnh thiết kế quan trọng nhất là cánh, nó tạo lực nâng lớn giúp máy bay có thể bay ở vận tốc thấp. Máy bay có thể bay ở vận tốc 58 km/h (36 mph). Những tính năng này sau đó được áp dụng cho loại máy bay Fieseler Fi 156 Storch nổi tiếng.

## Lịch sử hoạt động
5 chiếc Fi 97 tham gia giải vô địch máy bay tham quan Challenge 1934 vào tháng 8 tới tháng 9, và Hans Seidemann đã giành giải ba cùng với chiếc Fi 97 trang bị động cơ Argus, đứng ở 2 vị trí đầu là các phi công Ba Lan lái máy bay RWD-9. Tất cả năm chiếc Fi 97 đều hoàn thành cuộc thi (đứng thứ: 3, 9, 12, 13, 16), và chúng có thành tích tốt hơn so với các máy bay khác của Đức. Trong số các phi công cũng có Wolf Hirth. Họ đứng thứ nhất và thứ 3 trong phần thi hạ cánh trên quãng đường ngắn nhất (thứ nhất đạt 78 m) và đạt kết quả rất tốt trong phần thi cất cánh quãng đường ngắn (78,3 m) và vận tốc nhỏ nhất (58,49 km/h).

## Tính năng kỹ chiến thuật
Dữ liệu lấy từ The Illustrated Encyclopedia of Aircraft (Part Work 1982-1985), 1985, Orbis Publishing, Page 1812/3

### Đặc điểm riêng
- Tổ lái: 1
- Sức chứa: 3 hành khách
- Chiều dài: 8,04 m (26 ft 4½ in)
- Sải cánh: 10,70 m (35 ft 1¼ in)
- Chiều cao: 2,36 m (7 ft 9 in)
- Diện tích cánh: 15,30 m2 (164,69 ft2)
- Trọng lượng rỗng: 560 kg (1235 lb)
- Trọng lượng cất cánh tối đa: 1050 kg (2315 lb)
- Động cơ: 1 động cơ piston 6 xy lanh Argus As 17A, công suất 168 kW (225 hp)

### Hiệu suất bay
- Vận tốc cực đại: 245 km/h (152 mph)
- Tầm bay: 1200 km (746 dặm)
- Trần bay: 7.300 m (23.950 ft)

### Máy bay có tính năng tương đương
- Messerschmitt Bf 108
- Klemm Kl 36
- PZL.26
- Aero A.200
- Caproni PS.1
- Percival Vega Gull